# Südjakarta

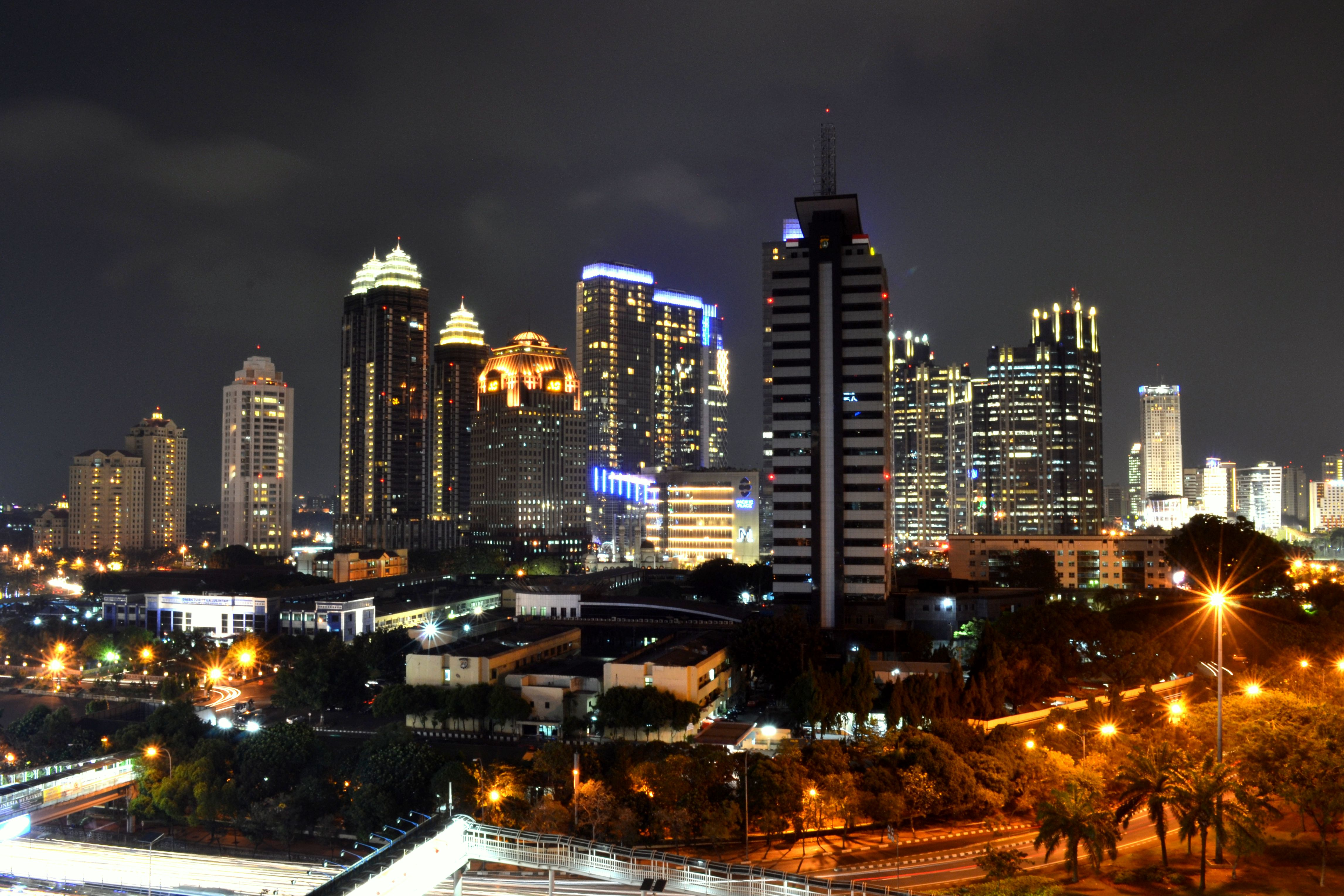
Südjakarta

Südjakarta (Bahasa Indonesia: Jakarta Selatan) ist eine der fünf Verwaltungseinheiten (Kota Administrasi) der indonesischen Hauptstadt Jakarta. Südjakarta ist nicht selbstverwaltet und hat keinen Stadtrat, weshalb es nicht als eigenständige Gemeinde eingestuft wird. Zur Volkszählung 2010 hatte sie 2.062.232 Einwohner und zur Volkszählung 2020 2.226.812 Einwohner und ist nach Ostjakarta und Westjakarta die drittgrößte der fünf Verwaltungseinheiten Jakartas. Das Verwaltungszentrum befindet sich in Kebayoran Baru.
Südjakarta grenzt im Norden an Zentraljakarta, im Osten an Ostjakarta, im Süden an die Stadt Depok, im Nordwesten an Westjakarta und im Westen an die Städte Tangerang und Südtangerang.

## Verwaltungsgliederung
Südjakarta gliedert sich in zehn Bezirk (Kecamatan) mit 65 Gemeinden (Kelurahan)
| Code 1   | Kecamatan Distrikt | Ibu Kota Verwaltungssitz | Fläche (km²) | Einwohner Census 2010 2 | Volkszählung 2020 | Volkszählung 2020 | Volkszählung 2020 | Anzahl der 6 | Anzahl der 6 | Anzahl der 6 |
| Code 1   | Kecamatan Distrikt | Ibu Kota Verwaltungssitz | Fläche (km²) | Einwohner Census 2010 2 | Einwohner 3       | 0Dichte 40        | Sex Ratio 5       | Kel. 6       | RW 7         | RT 8         |
| -------- | ------------------ | ------------------------ | ------------ | ----------------------- | ----------------- | ----------------- | ----------------- | ------------ | ------------ | ------------ |
| 31.74.01 | Tebet              | Tebet                    | 9,03         | 209.041                 | 221.216           | 24.497,9          | 99,1              | 7            | 79           | 925          |
| 31.74.02 | Setiabudi          | Setiabudi                | 8,85         | 128.882                 | 107.423           | 12.138,2          | 100,2             | 8            | 50           | 496          |
| 31.74.03 | Mampang Prapatan   | Mampang Prapatan         | 7,73         | 141.859                 | 145.359           | 18.804,5          | 102,4             | 5            | 38           | 406          |
| 31.74.04 | Pasar Minggu       | Pasar Minggu             | 21,69        | 287.731                 | 304.271           | 14.028,2          | 100,9             | 7            | 65           | 724          |
| 31.74.05 | Kebayoran Lama     | Kebayoran Lama           | 16,72        | 293.646                 | 308.542           | 18.453,5          | 100,7             | 6            | 77           | 843          |
| 31.74.06 | Cilandak           | Cilandak                 | 18,16        | 189.406                 | 201.588           | 11.100,7          | 98,1              | 5            | 46           | 470          |
| 31.74.07 | Kebayoran Baru     | Kebayoran Baru           | 12,93        | 141.714                 | 139.562           | 10.793,7          | 98,9              | 10           | 73           | 640          |
| 31.74.08 | Pancoran           | Pancoran                 | 8,53         | 147.972                 | 168.583           | 19.763,5          | 100,4             | 6            | 46           | 501          |
| 31.74.09 | Jagakarsa          | Jagakarsa                | 24,87        | 310.220                 | 383.390           | 15.415,8          | 108,5             | 6            | 54           | 546          |
| 31.74.10 | Pesanggrahan       | Pesanggrahan             | 12,76        | 211.761                 | 246.878           | 19.347,8          | 100,5             | 5            | 51           | 526          |
| 31.74    | Jakarta Selatan    | Jakarta Selatan          | 141,27       | 2.062.232               | 2.226.812         | 15.762,8          | 101,6             | 65           | 579          | 6.077        |

## Demographie
Mitte 2022 lebten in Jakarta Selatan 2.384.183 Menschen, das heißt 1.190.508 Männer oder 40,93 % und 1.193.675 Frauen oder 50,07 %.

### Altersstruktur
23,45 % der Bevölkerung befindet sich im Kindesalter, 71,33 % (1.700.734) im erwerbsfähigen Alter (15–64 Jahre) und 5,21 % im Ruhestand.

### Familienstand und Religion
| Familienstand | Anzahl    | Anteil [%] |
| ------------- | --------- | ---------- |
| ledig         | 1.140.536 | 47,84      |
| verheiratet   | 1.101.863 | 46,22      |
| geschieden    | 44.181    | 1,85       |
| verwitwet     | 97.603    | 4,09       |

| Religion     | Anzahl    | Anteil [%] |
| ------------ | --------- | ---------- |
| Islam        | 2.187.066 | 91,73      |
| Protestanten | 121.355   | 5,09       |
| Katholiken   | 60.168    | 2,52       |
| Buddhisten   | 11.597    | 0,49       |
| Hindus       | 3.831     | 0,16       |

## Wirtschaft
In den Jahren nach dem Zweiten Weltkrieg wurde Südjakarta als Satellitenstadt geplant und errichtet (insbesondere das Gebiet Kebayoran Baru). Im 21. Jahrhundert enthält Südjakarta den Hauptgeschäftsdistrikt von Jakarta und ist der wohlhabendste Teil der Stadt. Südjakarta hat den höchsten Human Development Index aller Verwaltungseinheiten Jakartas.